# ジョニー・フィールド
ジョン・デビッド・フィールド（John David Field, 1992年2月20日 - ）は、 アメリカ合衆国ネバダ州ラスベガス出身のプロ野球選手（外野手）。右投右打。

## 経歴

### プロ入り前
アリゾナ大学時代の2012年にはメンズ・カレッジ・ワールドシリーズで大学全米一を経験した。

### プロ入りとレイズ時代
2013年のMLBドラフト5巡目（全体158位）でタンパベイ・レイズから指名され、プロ入り。契約後、傘下のA-級ハドソンバレー・レネゲーズでプロデビュー。60試合に出場して打率.252、2本塁打、24打点、14盗塁を記録した。
2014年はA級ボーリンググリーン・ホットロッズとA+級シャーロット・ストーンクラブズでプレーし、2球団合計で122試合に出場して打率.300、12本塁打、58打点、23盗塁を記録した。オフにはオーストラリアン・ベースボールリーグのブリスベン・バンディッツでプレーした。
2015年はAA級モンゴメリー・ビスケッツでプレーし、116試合に出場して打率.255、14本塁打、66打点、18盗塁を記録した。
2016年はAA級モンゴメリーとAAA級ダーラム・ブルズでプレーし、2球団合計で114試合に出場して打率.273、12本塁打、56打点、16盗塁を記録した。
2017年はAAA級ダーラムでプレーし、111試合に出場して打率.261、12本塁打、57打点、12盗塁を記録した。
2018年は開幕をAAA級ダーラムで迎えた。4月12日にメジャー契約を結んでアクティブ・ロースター入りし、14日のフィラデルフィア・フィリーズ戦でメジャーデビュー。7月20日にDFAとなった。

### インディアンス傘下時代
2018年7月24日にウェイバー公示を経てクリーブランド・インディアンスへ移籍し、傘下のAAA級コロンバス・クリッパーズへ配属された。7月31日にDFAとなった。

### ツインズ時代
2018年8月3日にウェイバー公示を経てミネソタ・ツインズへ移籍し、傘下のAAA級ロチェスター・レッドウイングスへ配属された。8月6日にロビー・グロスマンの故障者リスト入りにより、メジャー昇格した。この年メジャーでは在籍した2球団合計で83試合に出場して打率.222、9本塁打、21打点、4盗塁を記録した。

### カブス傘下時代
2018年11月1日にウェイバー公示を経てシカゴ・カブスへ移籍した。11月20日にマイナー契約で傘下のAAA級アイオワ・カブスへ配属された。2019年11月4日にFAとなった。

### 独立リーグ時代
2021年3月16日、アメリカン・アソシエーションのカンザスシティ・モナークスと契約を結んだ。

## 詳細情報

### 年度別打撃成績
| 年 度    | 球 団    | 試 合 | 打 席 | 打 数 | 得 点 | 安 打 | 二 塁 打 | 三 塁 打 | 本 塁 打 | 塁 打 | 打 点 | 盗 塁 | 盗 塁 死 | 犠 打 | 犠 飛 | 四 球 | 敬 遠 | 死 球 | 三 振 | 併 殺 打 | 打 率 | 出 塁 率 | 長 打 率 | O P S |
| -------- | -------- | ----- | ----- | ----- | ----- | ----- | -------- | -------- | -------- | ----- | ----- | ----- | -------- | ----- | ----- | ----- | ----- | ----- | ----- | -------- | ----- | -------- | -------- | ----- |
| 2018     | TB       | 62    | 179   | 169   | 20    | 36    | 9        | 0        | 6        | 63    | 14    | 4     | 0        | 1     | 0     | 7     | 0     | 2     | 58    | 3        | .213  | .253     | .373     | .626  |
| 2018     | MIN      | 21    | 54    | 52    | 8     | 13    | 4        | 0        | 3        | 26    | 7     | 0     | 0        | 0     | 1     | 0     | 0     | 1     | 14    | 0        | .250  | .259     | .500     | .759  |
| '18計    | MIN      | 83    | 233   | 221   | 28    | 49    | 13       | 0        | 9        | 89    | 21    | 4     | 0        | 1     | 1     | 7     | 0     | 3     | 72    | 3        | .222  | .254     | .403     | .657  |
| MLB：1年 | MLB：1年 | 83    | 233   | 221   | 28    | 49    | 13       | 0        | 9        | 89    | 21    | 4     | 0        | 1     | 1     | 7     | 0     | 3     | 72    | 3        | .222  | .254     | .403     | .657  |

- 2018年度シーズン終了時

### 背番号
- 10（2018年 - 同年7月19日）
- 51（2018年8月6日 - 同年終了）